# Dirigenterna
Dirigenterna (en: A Woman Is a Risky Bet) är en svensk dokumentärfilm från 1987 om kvinnliga orkesterdirigenter.  
Dirigenterna är regisserad av Christina Olofson och inspelad i Stockholm, Oslo, Wien, New York, London och Moskva. I filmen framförs bl.a. delar av Stravinskijs Våroffer och Mozarts Requiem.

## Beskrivning
I Dirigenterna möter man sex kvinnor som tagit sig in i en manlig värld – orkesterdirigentens.
Kerstin Nerbe och Ortrud Mann från Sverige, JoAnn Falletta och Victoria Bond från USA, Camilla Kolchinsky och Veronika Dudarova från Sovjet delar passionen för musik, modet att bryta mot rådande värderingar och att anta utmaningar. Christina Olofson tar oss till New York, Moskva, Stockholm och Oslo för att träffa dem. Filmen följer förberedelser, repetitioner och delar av deras konserter. Hemma, ensamma med dirigentens partitur, berättar de om dirigentens arbete, om sina strävanden och kärlek till musiken.
Tveksamheten mot kvinnliga dirigenter och musiker inom den klassiska musikens värld blir tydlig vid ett besök hos Wienerfilharmonikerna och i intervjuer med internationella impressarior. Dirigenterna Sixten Ehrling och Jorge Mester kommenterar de förhärskande konservativa attityderna bland kolleger.
I filmens scener från repetitioner och konserter blir kvinnornas kraft uppenbar; en Falletta i trans leder Queens Philharmonic i Stravinskijs Våroffer, en kraftfull Dudarova repeterar Mozarts Requiem med Moskvas Statliga Symfoniorkester & kör, en koncentrerad Nerbe dirigerar Mozarts Linzsymfoni och en envis Kolchinsky för musikerna genom overtyren till von Webers opera Euryanthe.

## Citat
“Only poor soldiers don’t want to be generals.” Veronika Dudarova.
“One doesn’t choose to be a conductor, one has to be a conductor and then you do it.”  JoAnn Falletta. 